# Rodolfo Seguel
Rodolfo Seguel Molina (Rancagua, 20 de septiembre de 1953) es un dirigente sindical y político chileno.

## Primeros años de vida
Sus estudios secundarios los realizó en el Liceo de Hombres de Rancagua. Al finalizar la etapa escolar, participó en numerosos seminarios de capacitación y perfeccionamiento, especialmente relacionados con el tema sindical. En 1974 comenzó a trabajar como funcionario de la División "El Teniente" de Codelco, donde estuvo hasta 1983.
Casado con Griselda Gallegos, tiene tres hijos.

## Vida pública
En 1982 asumió como dirigente del Sindicato Profesional de Caletones. Al año siguiente, en 1983, se incorporó al Partido Demócrata Cristiano, conjuntamente a que es exonerado por su responsabilidad en la organización del primer paro de los trabajadores del cobre. Ese mismo año, además, fue elegido presidente de la Confederación de Trabajadores del Cobre, ejerciendo hasta 1986. También, fue nombrado presidente del Comando Nacional de Trabajadores del Cobre, desempeñándose hasta 1987.
En su calidad de dirigente sindical sostuvo dos audiencias privadas con el papa Juan Pablo II, una en Roma y otra en Chile. Además, fue invitado por Lech Walesa como el único representante gremial de América Latina en la entrega del Premio Nobel de la Paz.

## Carrera política
En 1989 fue elegido diputado por la Región Metropolitana, Distrito N.° 28 que comprende Lo Espejo, Pedro Aguirre Cerda y San Miguel, para el período de 1990 a 1994. Se integró a las Comisiones de Trabajo y Seguridad Social, presidiéndola en 1994; y de Minería y Energía. Además, es miembro de las Comisiones Especiales de Cheques del Ejército, de la Investigadora de Digeder y de la Comisión Mixta del Sistema de Pronósticos Deportivos.
En diciembre de 1993 fue reelecto para el siguiente período, de 1994 a 1998, e integró la Comisión de Trabajo y Seguridad Social. Durante su labor fue nombrado jefe del Comité de su partido. Asimismo, fue designado vicepresidente de la Comisión de Trabajo y Seguridad Social del Parlamento Latinoamericano (PARLATINO).En diciembre de 1997 fue nuevamente reelegido para el período 1998 a 2002. Es miembro de las Comisiones de Trabajo y Seguridad Social y de Defensa Nacional. Fue segundo vicepresidente de la Cámara, entre el 3 de abril de 2001 y el 11 de marzo de 2002.
En diciembre de 2001 fue elegido diputado en representación del Partido Demócrata Cristiano, para el período 2002 a 2006, por el Distrito N.º 28 de la Región Metropolitana correspondiente a las comunas de Lo Espejo, San Miguel y Pedro Aguirre Cerda. Participó en la Comisión de Trabajo y Seguridad Social y la Comisión Especial sobre Seguridad Ciudadana. En julio de 2004, integra las Comisiones de Trabajo y Seguridad Social; Investigadora de los Derechos de los Trabajadores y Comisión Investigadora sobre tala ilegal del Alerce.
Compitió en las primeras elecciones directas de consejeros regionales de 2013, resultando elegido por la circunscripción provincial de Santiago VI (comunas de El Bosque, La Cisterna, La Pintana, Lo Espejo, Pedro Aguirre Cerda, San Miguel y San Ramón), para el periodo 2014-2018. Renunció a su cargo en noviembre de 2016, para postularse en las elecciones parlamentarias de 2017. Fue reemplazado por su compañero de partido, Pedro Isla.

## Historia electoral

### Elecciones parlamentarias de 1989
- Elecciones Parlamentarias de 1989 por el Distrito 28 (Lo Espejo, Pedro Aguirre Cerda y San Miguel) , Región Metropolitana de Santiago[2]

| Candidato                  | Pacto                          | Partido | Votos  | %     | Resultado |
| -------------------------- | ------------------------------ | ------- | ------ | ----- | --------- |
| Rodolfo Seguel Molina      | Concertación por la Democracia | PDC     | 85 358 | 42,53 | Diputado  |
| Mario Palestro Rojas       | Concertación por la Democracia | ILA     | 44 649 | 22,25 | Diputado  |
| Patricia Maldonado Aravena | Democracia y Progreso          | ILB     | 30 872 | 15,38 |           |
| Nelson Murua Polanco       | Democracia y Progreso          | RN      | 25 750 | 12,83 |           |
| Miguel Riesco Manríquez    | Liberal-Socialista Chileno     | PL      | 5483   | 2,73  |           |
| Antonio Yelpi Aguilar      | Liberal-Socialista Chileno     | ILE     | 4988   | 2,49  |           |
| Jaime Silva Lluelas        | Alianza de Centro              | ILD     | 3613   | 1,80  |           |

### Elecciones parlamentarias de 1993
- Elecciones Parlamentarias de 1993 por el Distrito 28 (Lo Espejo, Pedro Aguirre Cerda y San Miguel) , Región Metropolitana de Santiago[3]

| Candidato               | Pacto                                | Partido | Votos  | %     | Resultado |
| ----------------------- | ------------------------------------ | ------- | ------ | ----- | --------- |
| Rodolfo Seguel Molina   | Concertación por la Democracia       | PDC     | 46 811 | 25,57 | Diputado  |
| Erich Schnake Silva     | Concertación por la Democracia       | PPD     | 45 237 | 24,71 |           |
| Darío Paya Mira         | Unión por el Progreso                | UDI     | 41 029 | 22,41 | Diputado  |
| Waldo Greene Zúñiga     | Unión por el Progreso                | ILB     | 18 302 | 10,00 |           |
| Mario Palestro Rojas    | Alternativa Democrática de Izquierda | ILA     | 17 473 | 9,55  |           |
| Jaime Inzunza Becker    | Alternativa Democrática de Izquierda | PC      | 9725   | 5,31  |           |
| Susana Gatica Lillo     | La Nueva Izquierda                   | AHV     | 3178   | 1,74  |           |
| José Luis Arias Garrido | La Nueva Izquierda                   | ILC     | 1294   | 0,71  |           |

### Elecciones parlamentarias de 1997
- Elecciones Parlamentarias de 1997 por el Distrito 28 (Lo Espejo, Pedro Aguirre Cerda y San Miguel) , Región Metropolitana de Santiago[4]

| Candidato                 | Pacto                          | Partido | Votos  | %     | Resultado |
| ------------------------- | ------------------------------ | ------- | ------ | ----- | --------- |
| Rodolfo Seguel Molina     | Concertación por la Democracia | PDC     | 38 114 | 25,43 | Diputado  |
| Darío Paya Mira           | Unión por Chile                | UDI     | 34 325 | 22,90 | Diputado  |
| Guillermo Arenas Escudero | Concertación por la Democracia | PPD     | 32 287 | 21,54 |           |
| Mario Palestro Contreras  | La Izquierda                   | PC      | 25 836 | 17,24 |           |
| Salustio Prieto Márquez   | Unión por Chile                | RN      | 11 550 | 7,71  |           |
| Susana Palma Alvear       | Partido Humanista              | PH      | 5263   | 3,51  |           |
| Juana Vergara Loyola      | Partido Humanista              | PH      | 2520   | 1,68  |           |

### Elecciones parlamentarias de 2001
- Elecciones Parlamentarias de 2001 por el Distrito 28 (Lo Espejo, Pedro Aguirre Cerda y San Miguel) , Región Metropolitana de Santiago[5]

| Candidato              | Pacto                          | Partido | Votos  | %     | Resultado |
| ---------------------- | ------------------------------ | ------- | ------ | ----- | --------- |
| Darío Paya Mira        | Alianza por Chile              | UDI     | 47 756 | 32,23 | Diputado  |
| Rodolfo Seguel Molina  | Concertación por la Democracia | PDC     | 40 010 | 27,01 | Diputado  |
| Álvaro Elizalde Soto   | Concertación por la Democracia | PS      | 28 058 | 18,94 |           |
| Lautaro Carmona Soto   | Partido Comunista              | PC      | 16 075 | 10,85 |           |
| Jorge González Aravena | Alianza por Chile              | RN      | 9695   | 6,54  |           |
| Isaac Hernández Cerda  | Partido Humanista              | PH      | 3619   | 2,44  |           |
| Carola Medina Eguiluz  | Partido Comunista              | PC      | 2942   | 1,99  |           |

### Elecciones parlamentarias de 2005
- Elecciones Parlamentarias de 2005 por el Distrito 28 (Lo Espejo, Pedro Aguirre Cerda y San Miguel) , Región Metropolitana de Santiago[6]

| Candidato                           | Pacto                    | Partido | Votos  | %     | Resultado |
| ----------------------------------- | ------------------------ | ------- | ------ | ----- | --------- |
| Jorge Insunza Gregorio De Las Heras | Concertación Democrática | PPD     | 37 292 | 24,53 | Diputado  |
| Rodolfo Seguel Molina               | Concertación Democrática | PDC     | 35 458 | 23,33 |           |
| Darío Paya Mira                     | Alianza                  | UDI     | 31 691 | 20,85 | Diputado  |
| Julio Ibarra Maldonado              | Alianza                  | RN      | 18 136 | 11,93 |           |
| Claudina Núñez Jiménez              | Juntos Podemos Más       | PC      | 16 506 | 10,86 |           |
| Eduardo Contreras Mella             | Juntos Podemos Más       | PC      | 12 927 | 8,50  |           |

### Elecciones parlamentarias de 2009
- Elecciones Parlamentarias de 2009 por el Distrito 3 (Calama, María Elena, Ollagüe, San Pedro de Atacama y Tocopilla)[7]

| Candidato                   | Pacto                                            | Partido | Votos  | %     | Resultado |
| --------------------------- | ------------------------------------------------ | ------- | ------ | ----- | --------- |
| Felipe Ward Edwards         | Coalición por el Cambio                          | UDI     | 24 618 | 37,36 | Diputado  |
| Marcos Espinosa Monardes    | Concertación y Juntos podemos por más democracia | PRSD    | 16 223 | 24,62 | Diputado  |
| Mirta Jesús Moreno          | Chile Limpio. Vote Feliz                         | PRI     | 9456   | 14,35 |           |
| Rodolfo Seguel Molina       | Concertación y Juntos podemos por más democracia | PDC     | 7060   | 10,72 |           |
| Fernando San Román Bascuñán | Chile Limpio. Vote Feliz                         | MAS     | 2918   | 4,43  |           |
| Julio Ramos Ossandón        | Nueva Mayoría para Chile                         | ILC     | 2712   | 4,12  |           |
| Gerardo Castro Cortés       | Coalición por el Cambio                          | CH1     | 1835   | 2,79  |           |
| Pablo Onell Aracena         | Nueva Mayoría para Chile                         | PH      | 1064   | 1,61  |           |

### Elecciones consejeros regionales de 2013
- Elecciones de consejeros regionales de 2013, para el Consejo Regional Metropolitano de Santiago [8]

| Candidato                   | Pacto         | Partido | Votos  | %     | Resultado |
| --------------------------- | ------------- | ------- | ------ | ----- | --------- |
| René Díaz Jorquera          | Nueva Mayoría | PPD     | 31 108 | 10,63 | Consejero |
| Jaime Fuentealba Maldonado  | Nueva Mayoría | PS      | 31 017 | 10,59 | Consejero |
| Cristhian Moreira Barros    | Alianza       | UDI     | 30 373 | 10,37 |           |
| Pablo Becerra Poblete       | Nueva Mayoría | PCCh    | 26 959 | 9,21  |           |
| Rodolfo Seguel Molina       | Nueva Mayoría | PDC     | 25 263 | 8,63  | Consejero |
| Miguel Ángel Garrido Agüero | Alianza       | RN      | 21 309 | 7,28  | Consejero |

### Elecciones parlamentarias de 2017
- Elecciones parlamentarias de 2017 a Diputado por el distrito 13 (El Bosque, La Cisterna, Lo Espejo, Pedro Aguirre Cerda, San Miguel y San Ramón) [9]

| Candidato                    | Pacto                   | Partido     | Votos  | %     | Resultado |
| ---------------------------- | ----------------------- | ----------- | ------ | ----- | --------- |
| Guillermo Teillier del Valle | La Fuerza de la Mayoría | PCCh        | 28.759 | 11,73 | Diputado  |
| Tucapel Jiménez Fuentes      | La Fuerza de la Mayoría | PPD         | 22.595 | 9,22  | Diputado  |
| Eduardo Durán Salinas        | Chile Vamos             | RN          | 19.681 | 8,03  | Diputado  |
| Cristhian Moreira Barros     | Chile Vamos             | UDI         | 18.098 | 7,38  | Diputado  |
| Daniel Melo Contreras        | La Fuerza de la Mayoría | PS          | 17.915 | 7,31  |           |
| Macarena Donoso Rojas        | Chile Vamos             | RN          | 14.891 | 6,08  |           |
| Gael Yeomans Araya           | Frente Amplio           | RD          | 13.718 | 5,60  | Diputada  |
| Irma Pérez Llanquín          | Frente Amplio           | PEV         | 11.641 | 4,75  |           |
| Álvaro Pillado Irribarra     | Chile Vamos             | UDI         | 9895   | 4,04  |           |
| Mauricio Carrasco Nuñez      | Frente Amplio           | Ind-PEV     | 9463   | 3,86  |           |
| Loreto Seguel King           | Chile Vamos             | Ind-Evópoli | 8540   | 3,49  |           |
| Rodolfo Seguel Molina        | La Fuerza de la Mayoría | PDC         | 7462   | 3,05  |           |

### Elecciones de convencionales constituyentes de 2021
- Elecciones de convencionales constituyentes de 2021, para convencional constituyente por el distrito 13, compuesto por las comunas de El Bosque, La Cisterna, Lo Espejo, Pedro Aguirre Cerda, San Miguel y San Ramón.[10]

| Candidato                           | Pacto               | Partido | Votos  | %     | Resultados   |
| ----------------------------------- | ------------------- | ------- | ------ | ----- | ------------ |
| Malucha Pinto Solari                | Lista del Apruebo   | ILYB    | 29.080 | 12,65 | Convencional |
| Ingrid Villena Narbona              | La Lista del Pueblo | ILZN    | 19.801 | 8,61  | Convencional |
| Rodrigo Rojas Vade                  | La Lista del Pueblo | ILZN    | 19.312 | 8,40  | Convencional |
| Natalia Aravena Contreras           | Apruebo Dignidad    | ILYQ    | 13.799 | 6,00  |              |
| Marcos Barraza Gómez                | Apruebo Dignidad    | PCCh    | 11.208 | 4.88  | Convencional |
| Jorge Insunza Gregorio de las Heras | Lista del Apruebo   | PPD     | 4.682  | 2.04  |              |
| Rodolfo Seguel Molina               | Lista del Apruebo   | PDC     | 4.460  | 1.94  |              |
| Daniel Andrade Schwarze             | Apruebo Dignidad    | RD      | 3.141  | 1.37  |              |